# Маркус Баббель
Маркус Баббель (нім. Markus Babbel, нар. 8 вересня 1972, Мюнхен) — німецький футболіст, колишній захисник «Баварії», «Гамбурга», «Штутгарта», «Ліверпуля», «Блекберн Роверз». Нині футбольний тренер. Станом на листопад 2014 року тренував швейцарський «Люцерн».

## Кар'єра гравця
Маркус Баббель народився в Мюнхені, тому його першим професійним клубом стала «Баварія». Маркус пройшов увесь шлях від молодіжного складу команди до її основи. За перший сезон у складі «Баварії» він вісім разів виходив на поле з перших хвилин матчу, і чотири рази виходив на заміну. У серпні 1992 року Баббель перейшов до «Гамбурга», де регулярно з'являвся в основному складі і забив свій перший гол у лізі. 
Повернувшись до «Баварії» у 1994 році, він виходив в основному складі в 167 іграх, і привернув увагу «Манчестер Юнайтед» під час Євро-1996. Запропоновані £5000000 не змусили «Баварію» продати гравця. 
Маркус був проданий лише через чотири роки у червні 2000-го в «Ліверпуль», який тоді тренував Жерар Ульє, що є однією з причин успіху команди в сезоні 2000-01. Він став невіддільною частиною клубу і допоміг команді здобути Кубок УЄФА сезону 2000-01, забивши гол у фіналі вже на 3-й хвилині матчу. Його кар'єра в «Ліверпулі» закінчилась раптово, коли він захворів синдромом Гієна-Барре і був не в змозі грати протягом року. Після одужання в серпні 2003 року Баббель вирушив в оренду до «Блекберн Роверз», де закріпився в основі і забив 3 голи в лізі. 
Маркус Баббель виграв Кубок УЄФА двічі: в 1996 році з «Баварією» і в 2001 році з «Ліверпулем». Останнім його клубом став «Штутгарт», до якого він приєднався на правах вільного агента в липні 2004 року. В січні 2007 року, Баббель оголосив, що він піде у відставку в кінці сезону 2006-07.

## Виступи за збірну
За збірну Німеччини Маркус Баббель провів 51 матч і забив 1 гол. Він став переможцем Євро-1996, а також потрапив на Чемпіонат світу 1998 та Євро-2000.

## Тренерська діяльність
6 грудня 2009 Баббель був звільнений з поста головного тренера «Штутгарта». 17 травня 2010 було оголошено, що Баббель призначений новим тренером «Герти», яка за підсумками сезону 2009/2010 вилетіла в нижчий дивізіон. У січні 2012 року «Герта» розірвала контракт з Маркусом. Місяць по тому він зайняв місце головного тренера «Гоффенгайма» після звільнення Хольгера Станіславскі. 12 жовтня 2014 Баббель очолив швейцарський «Люцерн».

## Титули і досягнення
- Чемпіонат Німеччини
  - Чемпіон (4): 1996–97, 1998–99, 1999–00, 2006–07
- Кубок Німеччини
  - Володар (2):  1997–98, 1999–00
  - Фіналіст (2): 1998–99, 2006–07
- Кубок німецької ліги:
  - Володар (3): 1997, 1998, 1999
  - Фіналіст (1): 2005
- Кубок Англії
  - Володар (1):  2000–01
- Кубок Англійської ліги:
  - Володар (1): 2000–01
- Суперкубок Англії
  - Володар (1): 2001
- Кубок УЄФА
  - Володар (2): 1995–96, 2000–01
- Суперкубок УЄФА
  - Володар (1): 2001
- Ліга чемпіонів
  - Фіналіст (1): 1998–99
- Чемпіонат Європи
  - Чемпіон (1): 1996